# Radó Endre
Radó Endre (Kassa, 1913. november 5. – Budapest 1946. június 18.) magyar csendőrszázados a második világháború idején.

## Élete
1937-ben jogi doktorátust szerzett, majd 1939-től rendőr, 1941 júniusától csendőr a Magyar Királyi Csendőrségben. 1942 júniusától a szilágysomlyói csendőrszárny ideiglenes parancsnoka volt, majd 1943. május 1-től átvette a kézdivásárhelyi csendőrszárny vezetését. 1944. január 15-től a fővárosi csendőrség híradószárnyának vezetője századosi rangban. Az 1944. október 16-i nyilas puccs után a Nemzeti Számonkérés Szervezetének katonai alosztályát irányította. Ebben a beosztásában számos nyomozást folytatott a nyilas uralom ellen szervezkedők, de a fosztogató nyilas bandák ellen is. Ő leplezte le Mikulich Tibor páncélos főhadnagynak köszönhetően a Kiss János és Bajcsy-Zsilinszky Endre vezette Magyar Nemzeti Felkelés Felszabadító Bizottságát. Személyesen ment egy csendőrkülönítménnyel a szervezkedők elfogására.1944. november 23-án reggel A vallatások során a foglyokat kínozta, így szedte ki belőlük a vallomásokat.
A nyilas terror idején számos törvénytelen kivégzést is végrehajtott a Duna partján, aholis a kivégzendő embereket a Dunába lőtték.
A háború után nyugatra menekült, de a magyar származású Himler Márton vezette OSS, amely háborús bűnösök elfogásával foglalkozott, a nyomára akadt. Az elfogására kirendelt katonák elől megpróbált elmenekülni, ekkor egy katona a tusakodás közben a fél szemét kilőtte. Ezt követően Magyarországra szállították, ahol a népbíróság 1946. május 9-én halálra ítélte, majd kötél által kivégezték.